# Peseta sahrawi
La peseta sahrawi (in arabo بيزيتا صحراوية‎?) è la valuta ufficiale della Repubblica Democratica Araba dei Sahrawi ed è stata coniata dal Fronte Polisario. È priva di tasso di cambio e circola congiuntamente al dirham marocchino, al dinaro algerino e all'ouguiya mauritana.